# Корональное облако
Корональное облако (англ. coronal cloud) — облако горячей плазмы, окружающее корональный выброс массы. Обычно состоит из протонов и электронов. Когда корональный выброс массы происходит на Солнце, именно корональное облако может достигнуть Земли и причинить ущерб электрооборудованию и космическим спутникам, а не сам выброс массы или вспышка. Ущерб наносится в основном за счёт прохождения большого количества электроэнергии через атмосферу.
Корональное облако выделяется, когда солнечная вспышка образует корональный выброс массы. Часто корональное облако содержит больше радиоактивных частиц, чем сам выброс массы.
Корональный выброс массы возникает, когда солнечная вспышка становится настолько горячей, что разделяется на две части, образуя тепловой и магнитный жгут между двумя солнечными пятнами. Возникающий выброс массы можно сравнить с магнитом в форме подковы, полюсами которого являются солнечные пятна. Выбросы массы обычно длятся не очень долго, поскольку происходит охлаждение по мере того, как корональное облако формируется и удаляется от Солнца.

## Формирование и отделение от Солнца

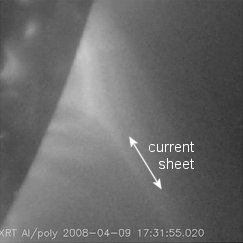
Пример коронального облака, наполовину отделившегося. Внутренняя часть до сих пор является плазмой, видны магнитные петли, но во внешней части вещество находится в состоянии газа и расширяется далеко в космическое пространство.

При росте коронального облака требуется несколько дней для того, чтобы плазма достаточно охладилась и облако отделилось от поверхности Солнца. Обычно это происходит до того, как корональный выброс массы сможет охладиться достаточно для того, чтобы намагниченность исчезла, после чего цикл солнечной вспышки начнётся снова. Пока газовое облако достаточно холодное, чтобы находиться в состоянии полужидкой плазмы, оно остаётся близко к выброшенному веществу, изолируя его от холодного космического  пространства.
По мере охлаждения внешних краёв облака магнитные трубки выброса массы начинают охлаждаться, при этом происходит децентрализация остатка вспышки и ослабление её магнитного поля. После начала охлаждения облако продолжает охлаждаться до ядра. Выброс массы простирается в космос, изолированное магнитное поле ослабевает.
Когда корональное облако меняет состояние из газообразного в жидкое, происходит отсоединение. Внутренняя жидкая область плазмы довольно мала и нагревается выброшенным веществом. При этом выброс массы теряет магнитные свойства и охлаждается до состояния газа или падает обратно на Солнце в течение нескольких часов. Однако корональное облако до сих пор соединено с выбросом массы.
Корональное облако и то, что осталось от выброса массы, отделяется от Солнца. Облако газа, радиоактивные частицы и электроны всё же остаются в гравитационном поле Солнца. Может реализоваться один из двух сценариев:
- облако может быть притянуто обратно к Солнцу, цикл возникновения облака начинается заново;
- облако может отделиться от Солнца и начать двигаться в космическом пространстве.

Если облако начинает движение в космосе, оно обычно захватывается притяжением планет. К тому моменту, как облако достигнет Земли, большая часть вещества поглотится Меркурием и Венерой, и магнитосфера Земли способна отклонить оставшееся вещество в сторону внешней части Солнечной системы. В некоторых случаях особенно крупные и массивные облака способны частично проникать в верхние слои атмосферы.

## Влияние
Магнитное облако может двигаться к Земле со скоростью более 11 млн км/ч. В среднем облаку требуется около 13½ часов для того, чтобы достигнуть Земли. При достижении Земли большое количество радиоактивной и электрической энергии может временно прервать или даже разрушить электросети, антенны, приборы связи и другую электрическую технику. Некоторую опасность последствия сближения с облаком представляют для живых организмов, поскольку малая часть радиации проникает через магнитосферу.
Конкретные причины, по которым эти облака опасны для электронного и коммуникационного оборудования, включают перегрузку крупных силовых трансформаторов, что может привести к длительным отключениям электроэнергии в крупных географических районах. Длинные металлические конструкции, такие как нефтегазовые трубы, водопроводные трубы и коммуникационные антенны, также могут поглощать и переносить избыточный электрический ток из воздуха, что вызывает их коррозию быстрее, чем обычно. Также могут возникать аномалии в ионосфере, что нарушает работу устройств беспроводной связи, таких как GPS, мобильные телефоны, телевидение и радио.

## Примечательные явления

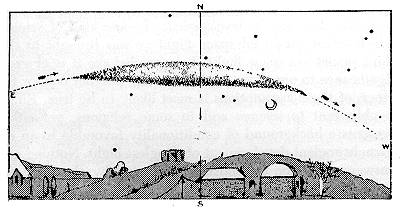
Схема явления 17 ноября 1882 года

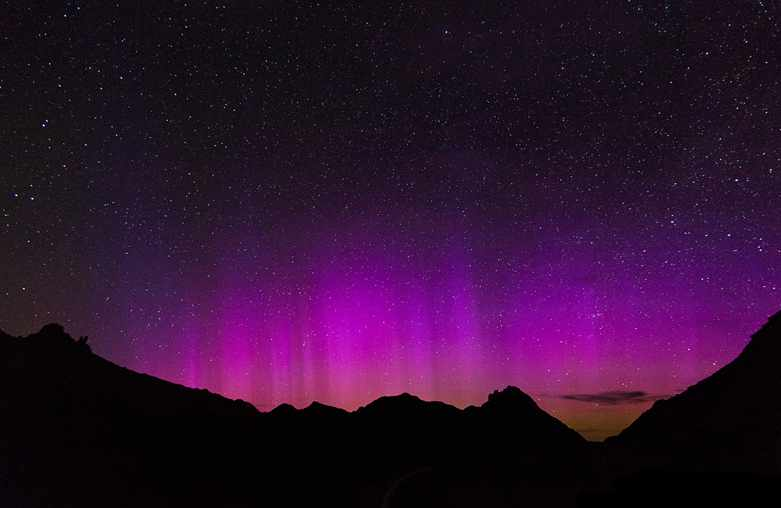
Полярное сияние, наблюдавшееся в Южной Дакоте 16 июня 2012 года вследствие воздействия крупного коронального облака. Полярные сияния наблюдались даже в Мэриленде.

- 1 сентября 1859 года: английские астрономы Ричард Кэррингтон и Ричард Ходжсон впервые наблюдали солнечные вспышки, работая независимо друг от друга. Благодаря их наблюдениям мы знаем о крупнейшем облаке, возникшем за последние два столетия. Геомагнитная буря была столь сильна, что полярные сияния наблюдались далеко от обоих полюсов, вплоть до приэкваториальных областей. Использовавшие телеграф люди сообщали, что получали электрический удар при касании телеграфа. Даже в случае, когда из устройства извлекали батареи, накопленного атмосферного электричества хватало для отправления сообщений.[2]

- 17 ноября 1882 года: облако впервые наблюдалось двумя исследователями  (Dr. Brendel и Herr Raschen) в Альтен-фьорде в Лапландии, Финляндия, приехавшими сюда в январе 1882 года с целью изучения полярных сияний.[6] Явление получило название "Бурей прохождения Венеры"; в результате перестали работать телеграфы в долине реки Огайо, вышло из строя оборудование Чикагской фондовой биржи. 17 ноября наблюдалось полярное сияние, возможно, самое известное в истории. Наиболее яркой особенностью полярного сияния стал луч зелёного света, имевший форму сигары. Он появился в восточной части неба и двигался в западном направлении с большой скоростью. Эти явления произошли менее чем за месяц до прохождения Венеры по диску Солнца.[7]

- 13–15 мая 1921 года: наиболее мощное корональное облако XX столетия прошло сквозь земную атмосферу 13 мая, проблемы с электрическим оборудованием продолжались до 16 мая. Наиболее сильным проявлением стало выведение из строя системы телеграфов по всему миру. В 7:04 утра 15 мая в метрополитене Нью-Йорка к югу  от 125-й улицы возникло возгорание. Полярные сияния наблюдались во всём мире; по мнению исследователей того времени именно полярные сияния приводили к проблемам.[8]

- 3-7 августа 1972 года: серия вспышек и солнечных бурь достигла пика при вспышке категории X20, создавшей мощную геомагнитную и протонную бурю, приведшую к неполадкам в электрических и коммуникационных сетях, а также в работе спутников.[9]

- 13 марта 1989 года: вторая по мощности среди известных солнечных бурь произошла 10 марта. Корональный выброс массы, приведший к формированию облака, по размеру в 36 раз превосходил Землю и достиг Земли 12 марта.  Наиболее значимым последствием прохождения облака стали проблемы в работе электросети в Квебеке, Канада. Монреаль, Торонто и Квебек  остались без электроэнергии, как и часть Восточного Онтарио. Отсутствие электроэнергии продлилось около 9 часов. На несколько часов  было потеряно управление аппаратами NASA TDRS-1 и Discovery.[10][11][12]

- 14 июля 2000 года: одна из крупнейших солнечных вспышек солнечного минимума 1990-х годов была зарегистрирована утром 14 июля спутниками NOAA. Корональное облако из протонов и радиоактивного вещества  за 15 минут достигло Земли и воздействовало на спутники в магнитосфере. Буря в 4 раза превышала по силе другие бури, обнаруженные с 1995 года системами мониторинга SOHO и ACE. Полярные сияния наблюдались далеко на юге.[13]

- 16 июня 2012 года: повышенная активность Солнца. С 13 по 20 июня наблюдалось большое количество солнечных вспышек класса M  и корональных выбросов массы. Опасного уровня радиации на Земле они не создали, но электронные устройства на борту космического телескопа Spitzer, а также часть оборудования на аппаратах, исследующих Марс, получили некоторый ущерб.[14]